# Vitbrynad lövletare
Vitbrynad lövletare (Anabacerthia amaurotis) är en fågel i familjen ugnsfåglar inom ordningen tättingar.

## Utseende och läte
Vitbrynad lövletare är en liten (15,5) trädlevande ugnfågel. Ovansidan är rostbrun med mörkare hjässa och örontäckare samt ett gräddvitt ögonbrynsstreck som gett arten dess namn. Stjärten är bjärt rostfärgad. Undersidan är olivbrun med diffusa ljusa streck på övre delen av bröstet och halssidorna, strupen dock vit. Lätet beskrivs som ett stammande tjatter följt av tre till fyra högljussa skrin.

## Utbredning och systematik
Vitbrynad lövletare förekommer i sydöstra Paraguay, sydöstra Brasilien (söder om Espírito Santo) och nordöstra Argentina. Den behandlas som monotypisk, det vill säga att den inte delas in i några underarter.

## Status och hot
Arten har ett stort utbredningsområde, men tros minska i antal, dock inte tillräckligt kraftigt för att den ska betraktas som hotad. Internationella naturvårdsunionen IUCN listar arten som nära hotad (NT).